# 夜行者
是一部於2014年上映的美国犯罪惊悚片，導演和編劇皆為丹·吉尔罗伊，同時也是該導演的處女作。主演陣容包括傑克·葛倫霍、蕾妮·羅素、里茲·阿邁德和比爾·派斯頓。
影片入选2014年多伦多影展特别展映单元，美国于10月31日由开路影业发行公映。被《时代杂志》评为年度十大佳片第七名。

## 剧情
讲述一名年轻的失業者Louis Bloom发现洛杉矶有一个秘密的自由媒体人团体，在夜晚拍下冲突、火灾、谋杀和其他犯罪行为，也加入到了从事报道洛杉矶地下犯罪活动的故事，但為了收視率，Louis Bloom開始劍走偏鋒....

## 角色
- 傑克·葛倫霍 飾 Louis Bloom
- 蕾妮·罗素 飾 Nina
- 里兹·阿迈德 飾 Rick
- 比爾·派斯頓 飾 Joe Loder
- 安·庫薩克 飾 Linda
- 凱瑟琳·約克 飾 Frank Kruse
- 凱文·拉姆 飾 Jackie
- 艾瑞克·朗格 飾 Cameraman
- 強尼·柯尼 飾 Pawn Shop Owner
- 麥可·海厄特 飾 Detective Fronteiri
- Kiff VandenHeuvel 飾 Editor

## 制作
傑克·葛倫霍在電影《獨家腥聞》中，首次擔綱製片，也是本片的男主角，傑克本人更為了這部電影爆瘦了30磅（約13.6公斤）以達成效果，而傑克激烈減重的方法便是每天從家中跑到片場。傑克在本片的表現獲得各界好評，多名影評人表示這是傑克繼《十月的天空》後從影以來最突破之作，傑克也因為本片入圍了第72屆金球獎戲劇類最佳男主角。

## 评价
影片收获大量好评，烂番茄上有95%的新鲜度。Metacritic上45家媒体综评76分。《洛杉矶时报》给90分：这是一部设置聪明、剧情紧凑，以令人不安的现实为基础的情节剧，傑克·葛倫霍的亮眼表演为影片的进展提供了动力。《今日美国》给88分：减肥三十磅，颧骨高耸，双眼凸出，傑克·葛倫霍在这部黑暗而充满挑战性的作品中扮演了一个他职业生涯最令人印象深刻的角色。

## 票房
美国首周末收获1044万美元以微弱差距次于《死亡占卜》名列亚军。